# Jardín de Peckerwood

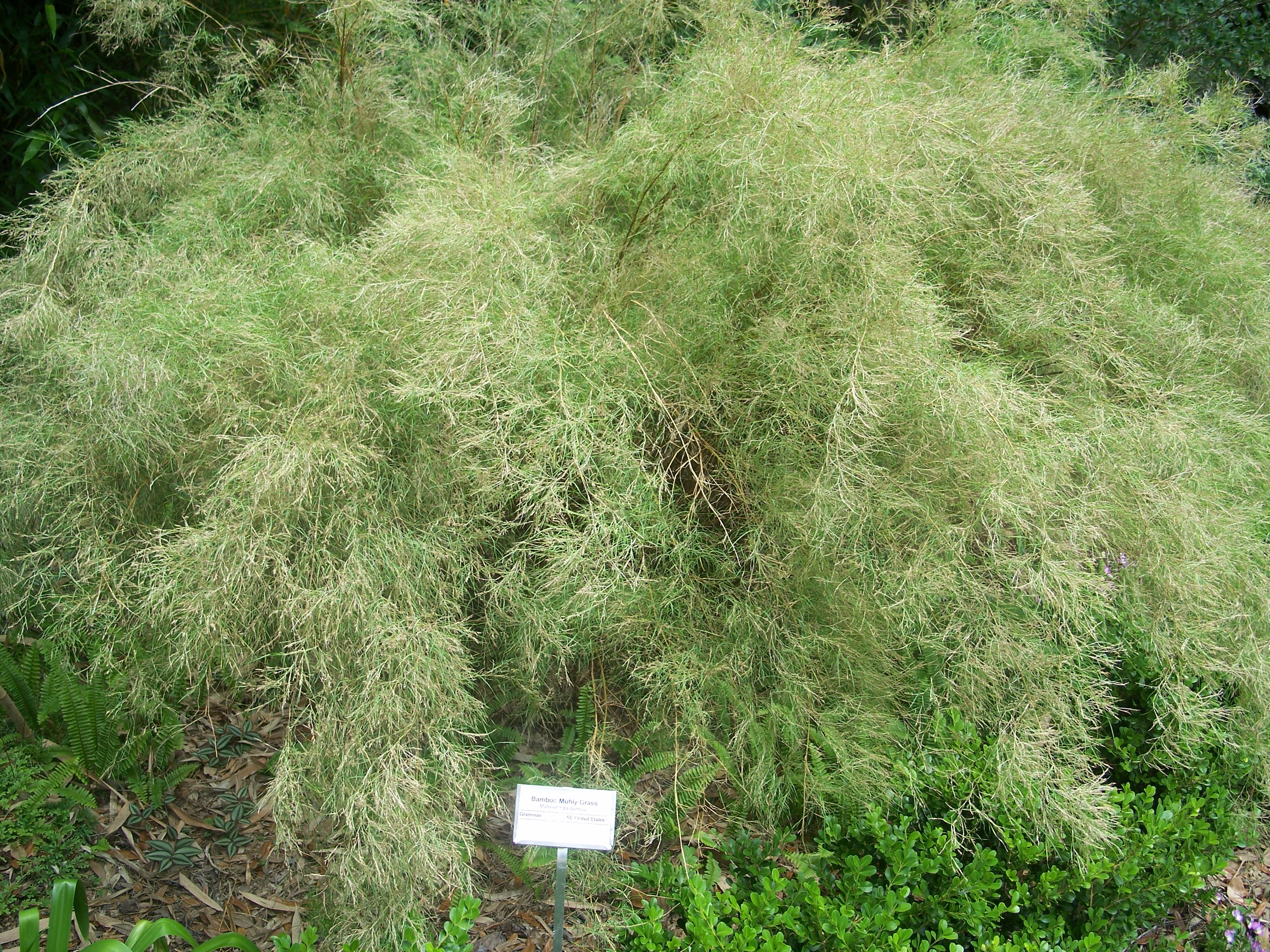
La especie de la familia Poaceae, Muhlenbergia dumosa.

El Jardín Peckerwood (en inglés: Peckerwood Garden), es un arboreto y jardín botánico de 19 acres (unas 9 hectáreas) de extensión, especializado en plantas tipo de las montañas de México, que está administrado por el Garden Conservancy. Se ubica en Hempstead, Texas, Estados Unidos.

## Localización
El jardín se ubica entre Austin y Houston, asentado en una región de confluencia de tres zonas climáticas, lo que permite se puedan cultivar un amplio espectro de plantas nativas del sur de los Estados Unidos, México, y Asia.
Peckerwood Garden, Hempstead, condado de Waller, Texas, United States of America-Estados Unidos de América.
Actualmente el "Peckerwood Garden" vende las semillas por Internet. En su vivero in situ, muchas de las plantas que se encuentran en el jardín se pueden comprar.
El jardín está abierto en fines de semana seleccionados, y no hay cita necesaria. Está abierto para los viajes privados todo el año - mediante cita.

## Historia
El jardín fue creado por John G. Fairey, quién reunió semillas de especies raras y en peligro a través de una serie de expediciones en México.
En 1998, con la dirección de "The Garden Conservancy", se creó la fundación sin ánimo de lucro para la conservación del jardín de Peckerwood « Peckerwood Garden Conservation Foundation », para asegurar la preservación y continuo desarrollo del jardín, así como de sus proyectos educativos y de conservación. 
Entre las metas de la Fundación se incluyen preservar las colecciones existentes, patrocinar continuadamente exploraciones de búsqueda de plantas y ensayos, desarrollando, manteniendo y preservando la tierra y las instalaciones hortícolas de Peckerwood.

## Colecciones
Colección de plantas gramíneas de las montañas de México, plantas a partir de semillas de especies tipo in situ, muchas de las cuales son especies de plantas recientemente descubiertas en remotas Sierras de México. 
El arboreto exhibe juntos especímenes de diferentes especies de los géneros, Acer, Ilex, Liquidambar, Magnolia, Styrax, Taxus, Quercus.
También exhiben esculturas al aire libre, y una colección de artesanías populares de México y de los Estados Unidos.